# 陳建一
陳 建一（ちん けんいち、1956年〈昭和31年〉1月5日 - 2023年〈令和5年〉3月11日）は、中華料理（四川料理）の料理人、調理師、料理研究家。勲等は旭日小綬章。本名は東 建一（あずま けんいち）。
四川飯店店主、民権企業株式会社社長、社団法人日本中国料理協会会長などを歴任した。

## 概要
中華料理店「四川飯店」のオーナーであり、同店の運営会社である民権企業の社長を務めていた。テレビ番組『料理の鉄人』への出演で知られた。日本中国料理協会の会長に推され、2011年5月に就任しており、全日本・食学会においても理事も務めるなど、要職も歴任した。

## 来歴

### 生い立ち
東京都生まれ。四川料理の第一人者である父の陳建民と日本人の母の間に生まれた。
東京中華学校（小学部・中学部）、玉川学園高等部を経て、玉川大学文学部英米文学科を卒業後、父の建民がオーナーを務めていた四川飯店で本格的に四川料理の修行をする。

### 料理人として

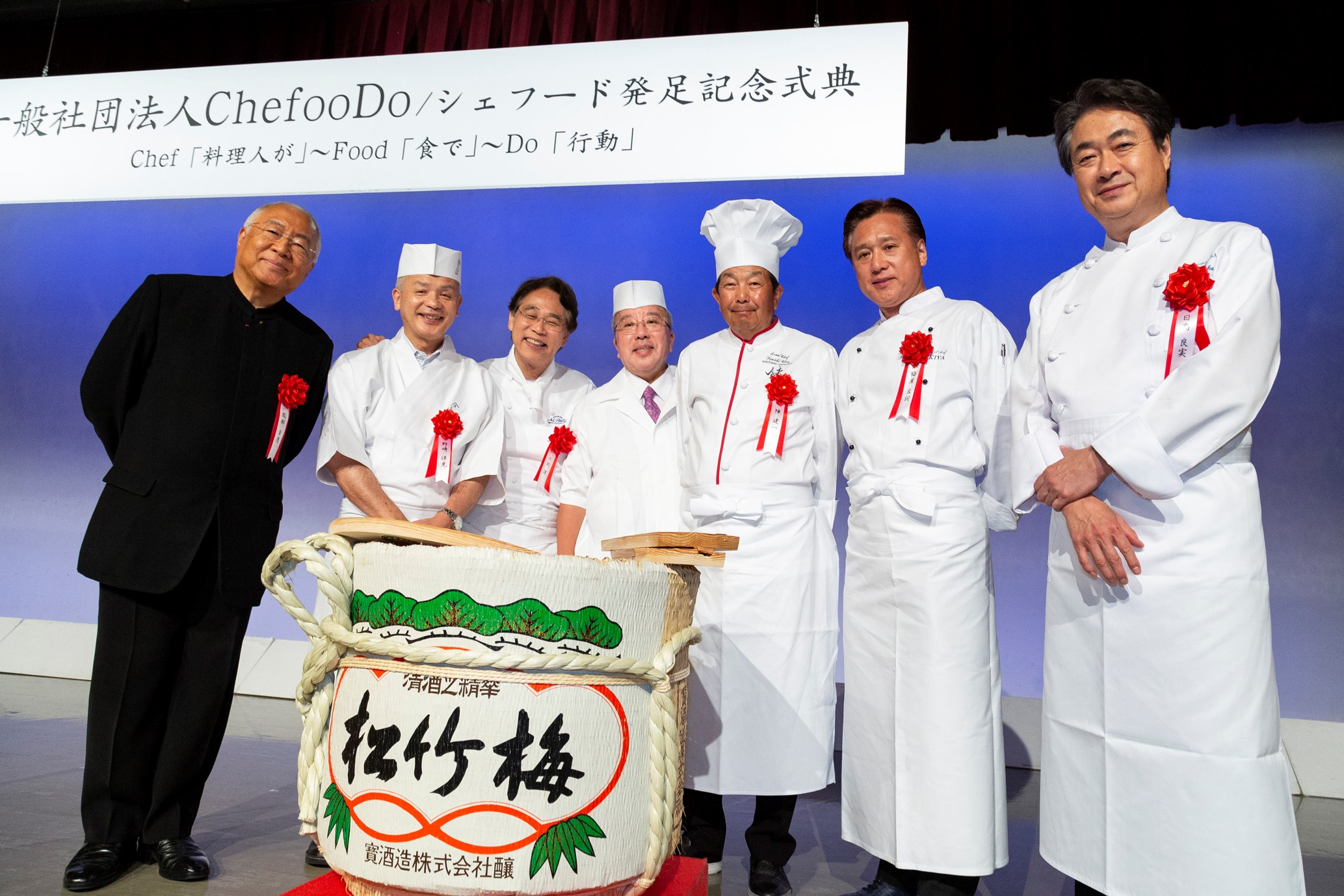
2018年8月10日、ChefooDo発足記念式典にて会長片岡護（左から3人目）、副会長野﨑洋光（左から2人目）、田村隆（中央）、日髙良実（右端）、脇屋友詞（右から2人目）、特別顧問服部幸應（左端）と

1990年、建民の死去に伴い、四川飯店のオーナーに就任。
1993年、後述するバラエティ番組『料理の鉄人』（フジテレビ）に出演し、知名度が全国的となった。1999年の番組終了までレギュラー出演し、一躍有名人の仲間入りを果たした。
オーナーシェフを務めた四川飯店グループは、赤坂、池袋、六本木、静岡、名古屋、徳島、呉、松山、博多で店舗を展開する一大企業となった。一方、人間ドックで肺がんが見つかり手術治療を行った。この療養のため、2010年頃から経営の第一線は息子の陳建太郎に譲り、2015年には四川飯店を運営する民権企業の社長の座も建太郎に譲ったが、その後も後進の指導にあたった。また『料理の鉄人』放送終了後も『きょうの料理』（NHK Eテレ）に講師として出演するなど、マスメディアに多数登場していた。
2013年11月、黄綬褒章を受章した。
2022年末までスポットで店舗に入っていたが、年明けから断続的に通院するなど療養が続いていた。2023年3月11日午後0時7分、間質性肺炎のため、東京都内の病院で死去した。67歳没。没後、日本政府より建一が中華料理の大衆化に尽くした功績を多と認められて旭日小綬章を追贈された。

## 人物

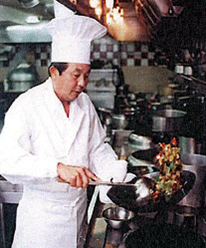
卓越した技能者表彰を授与された際に公表された調理時の写真

- 父は結婚後に日本へ帰化済みだったので、建一は出生時より日本国籍であり、本名も父が帰化後に改姓した「東（あずま）」姓であったが、料理人としては父の旧姓である「陳」姓を名乗っていた[注 1]。
- 座右の銘は、父がよく言っていた「料理は愛情」。
- 子供の頃の夢は野球選手。料理人になることを決めたのは高校生の頃である[12][リンク切れ]。
- 学校に持って行く弁当も四川料理だったため、たこさんウィンナーに憧れていた。
- 趣味はゴルフ。目標はスコア70を切ること。
- 生まれて初めて作った料理は、中華ではなく「マカロニグラタン」だった事を自身の公式サイトで述べている。普段食べていたのは四川料理ばかりだったので、小学校2〜3年の頃に銀座の不二家レストランで食べたホワイトソースのマカロニグラタンが新鮮で、感動のあまり料理の本を見つけて作ったという[13]。

## 『料理の鉄人』での活躍

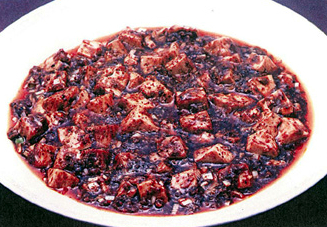
卓越した技能者表彰を授与された際に公表された陳による料理の例

1993年から1999年にフジテレビ系列で放送されたバラエティ番組『料理の鉄人』で、中華の鉄人として名を馳せた。コスチュームは黄色。登場シーンでは、片手に中華包丁を手にしていた。番組開始当初から最後まで出演し続けた唯一の鉄人である。
また、史上初の敗れた鉄人でもあった。挑戦者は同じ中華料理の程一彦で、陳を破った程も中華の鉄人候補であったが、程は辞退している。鉄人として初めて程に敗れた際は、ショックのあまり多摩川の土手で2時間以上も呆然と座っていた、と同番組の特番で語った。
父の建民は日本に四川料理を紹介した功績で「四川料理の父」と言われており、建一の得意料理「エビのチリソース」は父のレシピを受け継いだもので、情報バラエティ番組『噂の!東京マガジン』（TBSテレビ）でも披露された。冷凍エビの臭みを取るために一旦茹でてから、かなりの短時間に油で揚げるというアイデアで、多少危険な調理法である。番組でも常に父親と比較され続けていたが、番組出演によって父を超えたとの声もある。以前から陳は何かに挑戦する必要性を感じており、番組構成に興味を引かれて出演を引き受けることになった。
6年間という長い放送期間中、陳は何度か番組を離れることを考えたという。番組が始まって以来、オーナーシェフを務める四川飯店は連日予約で一杯の状態であり、店をしっかり守りたい思いが主な理由であった。また番組開始3年目には、実母の死など私生活上の要因もあって実際に降板を申し入れている。しかし結局はフレンチの鉄人坂井宏行に説得され、「どちらかがやめるときには一緒にやめよう」という約束で鉄人を継続したという。
実に、6年間で92回の戦いを重ねた。成績は67勝22敗3引き分け。また「19連勝」という鉄人史上最長の連勝記録を誇る。当初は「もっとも弱い」「女性挑戦者に弱い」などと言われてきたが、戦うごとに成長を重ね、名実ともに鉄人の重責を担う存在となった。最も壮絶だったのはラ・トゥール・ダルジャンのドミニク・コービーとの試合。1戦目で引き分けたため、2戦目で決勝を行うが、またも引き分けとなる。主宰の鹿賀丈史が「両者とも勝利」と宣言した勝負は、同番組6年間の歴史の中でもただこの一度だけである。
鉄人としての多大な功績とは裏腹に、陳はいつも愛嬌たっぷりで、勝利すると毎回ホッと胸をなでおろす純朴な面を持っていた。調理中にしばしば蒸気立つ鍋の中にお玉を入れては味見をするのが特徴で、味見を終えるとまたそのお玉で調理を続けた。番組の中ではこの習慣が出ると「陳がまた食べる」とユーモラスにコメントされた。ただし『きょうの料理』で自身が語ったところによると、お玉に口をつけると火傷をしてしまうため、実際にお玉に口をつけているわけではなく、口をつけないギリギリのところで吸い込むという中華料理人の技術であるとのこと。持ち込みが1点のみ認められていた出汁またはスープには、和食の鉄人道場六三郎曰く何にかけても旨くなる陳家秘伝の豆板醤を持ち込んでおり、大きな武器となった。
中華の鉄人としての功績を讃え、新潟県燕市株式会社タマハシから、陳の名を冠した料理道具のシリーズ「鉄人 陳建一の料理道具」、「鉄人 陳建一 御料理包丁シリーズ」が発売されている。

## 賞歴
- 1997年 - 中華人民共和国駐日特命全権大使表彰[17]。
- 2006年 - 東京都優秀技能者表彰[17][18]。
- 2006年 - 厚生労働大臣表彰（調理師関係功労）[17]。
- 2008年 - 卓越した技能者表彰[17][19]。

## 栄典
- 2013年 - 黄綬褒章[17]。
- 2023年 - 旭日小綬章[17]。

## 出演

### テレビ番組
- きょうの料理（NHK）
- 料理の鉄人（フジテレビ）
  - 坂井宏行（フレンチ）・道場六三郎（和食）らと鉄人ブームを起こす。
- 麻婆豆腐の女房（NHK）
  - 陳建民・建一の一家をモデルにしたドラマ。松坂慶子・武田鉄矢などが出演。劇中への登場ではなく、母親とともに父・建民との想い出を語っている。
- 徹子の部屋（テレビ朝日）1995年6月20日[20]、2015年2月25日、2019年5月13日放送
  - 2015年2月25日の出演では料理を披露したほか、息子・建太郎も飛び入り出演した。
- トリビアの泉（フジテレビ）2004年2月4日放送
  - 「韓国の『つまようじ』は食べられる」というトリビアで、実際にトウモロコシで作られている韓国の爪楊枝を使った料理を披露。
- 裸の少年（テレビ朝日）
  - 「食の七賢人」のひとりとして登場。最近は、同局の｢ちい散歩｣を真似た｢ちん散歩｣や、インディジョーンズを真似た｢チンディジョーンズ｣などのシリーズ企画が多い。
- レディス4（テレビ東京）
  - 「プロが教える定番レシピ」の準レギュラー。原則VTR出演で、四川料理を、実際に調理をする司会陣（大島さと子、今泉清保）に丁寧にわかりやすく説明する。
- ぐるぐるナインティナイン（日本テレビ）
  - グルメチキンレース・ゴチになります!に登場。
- アイアンシェフ（フジテレビ）2012年10月26日放送
  - 『料理の鉄人』の後継番組。旧「鉄人」代表として、道場六三郎の愛弟子である宮永賢一をノミニー（第4のアイアンシェフ候補）とする道場直筆の推薦状を持参し、自らも息子・建太郎をノミニーに推薦する。
- キッチンが走る!（NHK）2016年3月30日放送
  - 北海道新幹線開業を記念し、道南（函館市周辺）を舞台にした特別篇で、息子・建太郎と共演。地元産品を用いた「道南親子麻婆」などを振る舞う。
- とと姉ちゃん（NHK）2016年9月23日放送 - 料理人・楊 役

### テレビCM
- 日産自動車「ローレル」（鉄人達の休日編）
- 読売新聞
- 花王「ファミリーフレッシュ」
- 本家かまどや「陳建一のえびチリ弁当」
- 日清食品「家族の焼そば」（1995年、小林カツ代と共演）[21]
- サークルK「陳建一の中華惣菜」（1998年）
- マルニ「エンリッチ」（1999年 - 2000年）[22]
- 興和「バンテリン」（2000年）
- 東京電力「秋のSwitch！キャンペーン 『鉄人がやってきた』編」（2006年）[23]
- ミスタードーナツ「ミスター飲茶・プレミヤム 『つくる人たべる人』編」（2014年）
- 日本マクドナルド「グランスピードくじ」（2018年）
- 吉野家「牛すき鍋膳 『定番と新作』編」（2019年、佐藤二朗・若月佑美と共演）
- オリエンタルバイオ「ラフィーネアルファ」

ほか

## その他の出演
- ゲームソフト『料理の鉄人 KITCHEN STADIUM TOUR』セガサターン版、博報堂マルチメディアエンターテイメンツ。

内容はそれまでに放送したもののデータベースソフトである。

## 著書
- 中国の野菜料理 (1988年)
- 鉄人の中国健康料理  (1994年、中央公論新社)
- 鉄人 陳建一の中華料理 (1995年)
- 陳建一のほどよいピリッ辛料理 (1996年)
- ぼくの父、陳建民 (1999年)
- 本音で作る、僕の料理 (2000年、文化出版局)
- 鉄鍋の掟 - 陳家の中華作法
- 父の仕事を継ぐ 自分の味をつくる(2006年、岩波書店)
- 四川飯店 陳建一が提案する 大人の厨房 (2008年)
- 四川飯店の中国料理 (2008年)
- Iron Chef Chen's Knockout Chinese (2009年)
- 絶対おすすめ! 中華のおかず (2009年)
- 父子相伝 - 陳家の訓え (2009年)
- 陳家の秘伝 (2011年)
- 「段取り」の鉄人 - 四川飯店・陳健一が語る一流になるための仕事術 (2012年)